# Peter Gunn (pel·lícula de 1989)
Peter Gunn és un telefilm, remake de la sèrie de televisió homònima de finals de la dècada de 1950 en la qual Blake Edwards havia treballat. El 1967, Blake Edwards ja havia dirigit un altre remake titulat Gunn. Ha estat doblada al català. 

## Argument
Durant la investigació d'un cas, Gunn haurà d'enfrontar-se a un grup de gángsters i policies corruptes.

## Repartiment
- Peter Strauss : Peter Gunn
- Peter Jurasik : Tinent Jacoby
- Jennifer Edwards : Maggie
- Barbara Williams : Edie Hart
- Charles Cioffi : Tony Amatti
- Richard Portnow : Spiros
- Debra Sandlund : Sheila
- Leo Rossi : Detectiu Russo
- Tony Longo : Sergent Holstead
- Chazz Palminteri : Soldat

## Al voltant de la pel·lícula
- En el repartiment apareix en un dels principals papers Jennifer Edwards, la filla del director, com Maggie.
- Rodada en color DeLuxe.
- Hi ha més d'un remake del tema musical original de Henry Mancini. Entre d'altres, els realitzats per Emerson, Lake and Palmer, The Art of Noise i Deodat, encara que, probablement, el més conegut és l'interpretat per The Blues Brothers.